# 2016年香港立法會選舉社會民主連線黨內甄選
2016年香港立法會選舉社會民主連線黨內甄選是社會民主連線就參加2016年香港立法會選舉決定參選人之初選。
社民連於2月21日舉行周年大會，通過2016年立法會選舉初步推薦名單。名單共有四人，現任立法會新界東議員梁國雄有意爭取連任，而黨主席吳文遠、外務副主席黃浩銘及內務副主席陳德章則有意參與立法會選舉，名單並無指明四人出選哪一選區，預料於6月或7月敲定最終出選名單。

## 初選參選人
以粗體顯示者為初選勝出人。

### 九龍西
- 吳文遠 - 社會民主連線主席
- 陳德章 - 社會民主連線內務副主席

### 新界西
- 黃浩銘 - 社會民主連線外務副主席

### 新界東
- 梁國雄 - 立法會議員（新界東）